# Eugen Dippe
Eugen Karl Hugo Dippe (* 3. Oktober 1852 in Darkehmen, Ostpreußen; † 28. August 1919 in Berlin) war ein preußischer Landrat im Kreis Elbing, Provinz Westpreußen (1883–1888).